# Leeway
A banda Leeway é uma banda de crossover thrash dos Estados Unidos. A canção "Enforcer" figurou na trilha sonora do jogo eletrônico Grand Theft Auto IV, mais precisamente na rádio LCHC - Liberty City Hardcore.

## História
A banda foi formada pelo guitarrista A.J. Novello e o vocalista Eddie Sutton no bairro de Astoria, Nova York em 1984 e fizeram o primeira apresentação em junho do mesmo ano. Além dos dois a formação original contava com Saso Motroni na bateria e José Ochoa no baixo.
Em dezembro a banda grava sua primeira demo e a lançam no ano seguinte quando começam a tocar no CBGB. Em novembro de 1987 eles entram em um estúdio para gravar o primeiro disco, "Born to Expire" que apesar disso só foi lançado em 1989, já com uma nova formação, que mantinha apenas os fundadores. Além da entrada do baterista brasileiro Tony Fontão a banda acrescentou mais um guitarrista. Ter dois guitarristas e um vocalista vestido com o uniforme do time de baseball Yankees os destacou das demais bandas. Esse primeiro álbum foi seguido por mais três até que em 1996 a banda se separa.
Houve uma rápida reunião em 2006 em que tocaram junto com o Bad Brains no CBGB e depois na Europa.

## Ex-membros
- Eddie Sutton – vocais
- A.J. Novello – guitarra
- Pokey Mo – bateria
- Jimmy Xanthos – baixo
- Michael Gibbons – guitarra
- Saso Motroni – bateria
- Jose Ochoa – baixo
- Zowie – baixo
- Tony Fontão – bateria
- Eddie Cohen – baixo
- Mackie – bateria

## Discografia
- Born to Expire (1988) Profile Records/Rock Hotel
- Desperate Measures (1991) Profile Records/Rock Hotel
- Adult Crash (1994) Bulletproof Records
- Open Mouth Kiss (1995) Bulletproof Records
- Born to Expire/Desperate Measures (1996) Another Planet – re-lançamento